# 乙酸铀酰镁钠

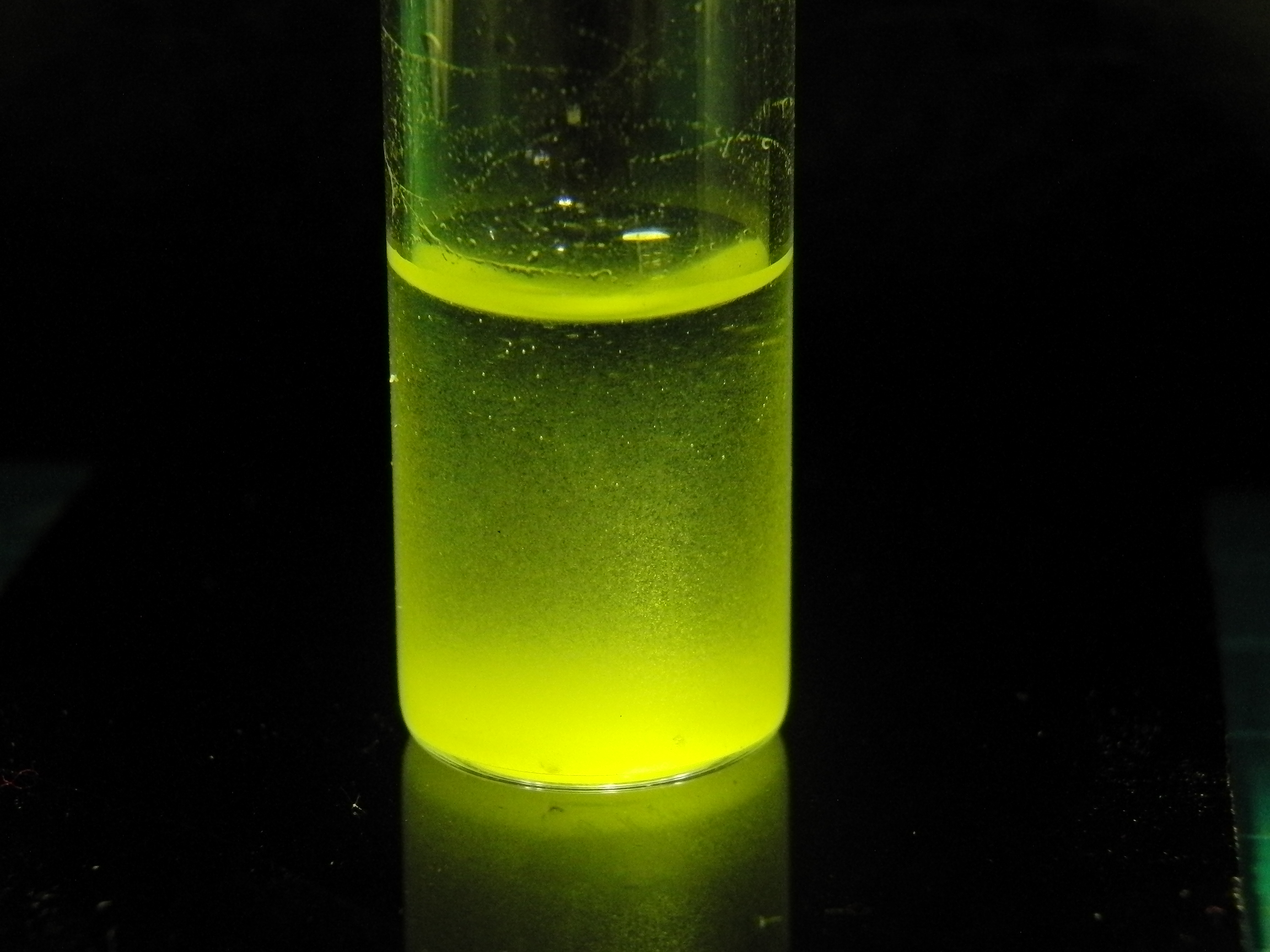
乙酸鈾醯鎂與鈉離子可生成沉澱

乙酸铀酰镁钠是一种配位化合物，化学式为NaMg[UO2(CH3COO)3]3。它可用于Na+的重量分析。

## 制备
它的六水合物可由乙酸铀酰、乙酸钠和乙酸镁在60 °C的水溶液中反应，浓缩溶液后沉淀得到。
3 UO2(CH3COO)2 + Mg(CH3COO)2 + CH3COONa + 6 H2O → NaMg[UO2(CH3COO)3]3·6H2O

## 结构与性质
X射线衍射表明，其六水合物晶体由[Mg(H2O)6]2+和{Na[UO2(CH3COO)3]3}2−簇构成。它在360~745 °C分解，可以生成2MgU2O7·Na2U2O7。